# 火前坊

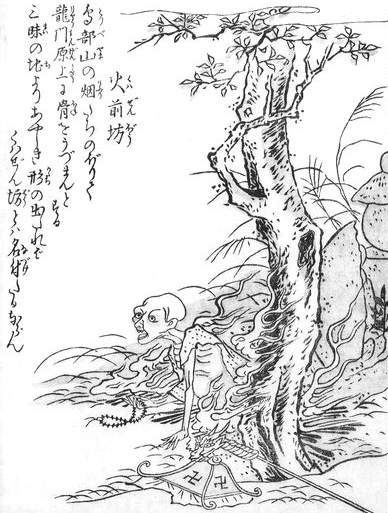
鳥山石燕『今昔百鬼拾遺』より「火前坊」

火前坊（かぜんぼう）は、鳥山石燕の妖怪画集『今昔百鬼拾遺』にある日本の妖怪。

## 概要
平安時代頃に葬送地として知られた京都の鳥部山に現れるという妖怪で、画図では炎と煙に包まれた乞食坊主の姿で描かれている。
鳥部山は有力な皇族や貴族が葬られており、10世紀末頃には高僧たちがこの地で焚死往生を願って自らの体に火を放って命を絶ったといわれ、その信仰儀式を人目見ようとする庶民たちも多かったが、中には儀式に反し、現世に未練があるなどして極楽往生できなかった者もいたらしく、そうした僧の霊が僧形の怪火となって鳥部山に現れたものが火前坊とされている。
また、江戸麻布の地名「我善坊谷」から鳥山石燕が創作したものとする異説もある。